# النادي الأهلي لكرة السلة للسيدات
النادي الأهلي لكرة السلة للسيدات هو نادي كرة سلة من القاهرة، مصر  وهو أحد أقسام النادي الأهلي.فاز الفريق بلقب الدوري المصري 23 مرة وبلقب كأس مصر 15 مرة.